# In the Flesh Tour
Die In the Flesh Tour, auch bekannt als Animals Tour, war eine Konzerttournee der britischen Rockband Pink Floyd. Auf dieser Tour, die die Band zwischen Januar und Juli 1977 durch Europa und Nordamerika führte, spielte sie ihr damals aktuelles Album Animals (1977) sowie den Vorgänger Wish You Were Here (1975) jeweils in voller Länge.

## Hintergrund
Am 23. Januar 1977, dem Veröffentlichungsdatum von Animals, begannen Pink Floyd ihre In the Flesh Tour in Dortmund, die nach 55 Shows schließlich am 6. Juli 1977 in Montréal endete. Obwohl das Album Animals den kommerziellen Erfolg der beiden vorherigen Alben The Dark Side of the Moon und Wish You Were Here nicht wiederholen konnte, gelang es der Band, Arenen und Stadien in Nordamerika und Europa auszuverkaufen und Rekorde in Bezug auf Umfang und Besucherzahlen aufzustellen. So kamen zum Konzert in Chicago geschätzte 95.000 Zuschauer und auch in Cleveland und Montréal verzeichnete die Gruppe einen Rekord, indem sie vor etwa 80.000 Menschen spielte.
Die Bühnenshow beinhaltete große aufblasbare Schweinepuppen sowie einen pyrotechnischen „Wasserfall“. Bei den Open-Air-Shows in Nordamerika gab es zusätzlich eine Konstruktion mit regenschirmähnlichen Vordächern, die sich von der Bühne erhoben, um die Musiker und ihre Instrumente bei schlechtem Wetter vor Nässe zu schützen.
Dies war die letzte Tournee, auf der Pink Floyd Lieder von Animals live darboten (frühe Versionen der Songs Sheep und Dogs wurden bereits während ihrer Tourneen 1974 und 1975 unter den Titeln Raving and Drooling und You Gotta Be Crazy aufgeführt.) Zudem war es die einzige Tour, auf der die Gruppe die Alben Animals und Wish You Were Here in voller Länge spielten.
In der ersten Hälfte der Show spielte die Band alle Songs von Animals in einer im Gegensatz zum Studioalbum veränderten Reihenfolge, beginnend mit Sheep, dann Pigs on the Wing (Part I), Dogs, Pigs on the Wing (Part II) und schließlich Pigs (Three Different Ones).
Die zweite Hälfte der Show umfasste das Album Wish You Were Here in seiner genauen Reihenfolge (Shine On You Crazy Diamond [Parts I–V], Welcome to the Machine, Have a Cigar, Wish You Were Here und Shine On You Crazy Diamond (Parts VI–IX)). Hierbei erfuhren die Songs Welcome to the Machine und Wish You Were Here ihre Livepremiere, wobei letzteres Lied umarrangiert wurde. Es enthielt ein ausgedehntes Gitarrensolo und eine Reprise der zweiten Strophe, hierauf schloss Richard Wright das Lied mit einem Klaviersolo ab. Als  Zugabe wurde häufig nur der Song "Money" gespielt, teilweise zusätzlich auch der Song "Us and Them" von der LP The Dark Side of the Moon. . Am 9. Mai 1977 wurde in Oakland (angeblich auf Wunsch von Konzertpromoter Bill Graham) einmalig Careful with That Axe, Eugene als zusätzliche Zugabe gespielt.
Während der Tour durch Nordamerika verhielt sich Roger Waters zunehmend aggressiv und beschimpfte oft das störende Publikum, das entweder Feuerwerkskörper zündete oder bei ruhigeren Liedern zu laut grölte. Als besonderer Tiefpunkt aus der Sicht der Band galt dabei das Abschlusskonzert der Tour am 6. Juli 1977 in Montréal. Wegen des zu lauten und rücksichtslosen Benehmens einiger Fans in der ersten Reihe ging Waters in den Bühnengraben und spuckte einem der Randalierer ins Gesicht. Auch David Gilmour war mit dem Ablauf dieser Show so unzufrieden, dass er bereits nach der ersten Zugabe von der Bühne ging und sich weigerte, wieder zurückzukehren. Da andererseits jedoch das Publikum das Konzert nicht ohne eine weitere Zugabe verlassen wollte, spielten die verbliebenen Musiker als Notlösung einen Blues Jam ohne Beteiligung von Gilmour.
Die Ereignisse dieses Abends und Waters’ zunehmendes Gefühl der Entfremdung zwischen ihm und dem Publikum, inspirierte die Gruppe schließlich zu ihrem Nachfolgealbum The Wall (1979).

## Setlist

### Beispiel-Setlist
- Sheep
- Pigs on the Wing (Part I)
- Dogs
- Pigs on the Wing (Part II)
- Pigs (Three Different Ones)
- Shine On You Crazy Diamond (Parts I–V)
- Welcome to the Machine
- Have a Cigar
- Wish You Were Here
- Shine On You Crazy Diamond (Parts VI–IX)
- Money
- Us and Them (nicht am 6. Juli 1977)
- Careful with That Axe, Eugene (am 9. Mai 1977)
- Drift Away Blues (am 6. Juli 1977)

## Tourdaten
| Nr.                 | Datum            | Stadt             | Land               | Veranstaltungsort                  | Anmerkungen          |
| Leg 1 – Europa      | Leg 1 – Europa   | Leg 1 – Europa    | Leg 1 – Europa     | Leg 1 – Europa                     | Leg 1 – Europa       |
| ------------------- | ---------------- | ----------------- | ------------------ | ---------------------------------- | -------------------- |
| 1                   | 23. Januar 1977  | Dortmund          | Deutschland        | Westfalenhalle                     |                      |
| 2                   | 24. Januar 1977  | Dortmund          | Deutschland        | Westfalenhalle                     |                      |
| 3                   | 26. Januar 1977  | Frankfurt am Main | Deutschland        | Festhalle                          |                      |
| 4                   | 27. Januar 1977  | Frankfurt am Main | Deutschland        | Festhalle                          |                      |
| 5                   | 29. Januar 1977  | Berlin            | Deutschland        | Deutschlandhalle                   |                      |
| 6                   | 30. Januar 1977  | Berlin            | Deutschland        | Deutschlandhalle                   |                      |
| 7                   | 1. Februar 1977  | Wien              | Osterreich         | Stadthalle                         |                      |
| 8                   | 3. Februar 1977  | Zürich            | Schweiz            | Hallenstadion                      |                      |
| 9                   | 4. Februar 1977  | Zürich            | Schweiz            | Hallenstadion                      |                      |
| 10                  | 17. Februar 1977 | Rotterdam         | Niederlande        | Sportpaleis Ahoy'                  |                      |
| 11                  | 18. Februar 1977 | Rotterdam         | Niederlande        | Sportpaleis Ahoy'                  |                      |
| 12                  | 19. Februar 1977 | Rotterdam         | Niederlande        | Sportpaleis Ahoy'                  |                      |
| 13                  | 20. Februar 1977 | Antwerpen         | Belgien            | Sportpaleis                        |                      |
| 14                  | 22. Februar 1977 | Paris             | Frankreich         | Pavilion de Paris                  |                      |
| 15                  | 23. Februar 1977 | Paris             | Frankreich         | Pavilion de Paris                  |                      |
| 16                  | 24. Februar 1977 | Paris             | Frankreich         | Pavilion de Paris                  |                      |
| 17                  | 25. Februar 1977 | Paris             | Frankreich         | Pavilion de Paris                  |                      |
| 18                  | 27. Februar 1977 | München           | Deutschland        | Olympiahalle                       |                      |
| 19                  | 28. Februar 1977 | München           | Deutschland        | Olympiahalle                       |                      |
| 20                  | 1. März 1977     | München           | Deutschland        | Olympiahalle                       |                      |
| 21                  | 15. März 1977    | London            | England            | Wembley Empire Pool                |                      |
| 22                  | 16. März 1977    | London            | England            | Wembley Empire Pool                |                      |
| 23                  | 17. März 1977    | London            | England            | Wembley Empire Pool                |                      |
| 24                  | 18. März 1977    | London            | England            | Wembley Empire Pool                |                      |
| 25                  | 19. März 1977    | London            | England            | Wembley Empire Pool                |                      |
| 26                  | 28. März 1977    | Stafford          | England            | New Bingley Hall                   |                      |
| 27                  | 29. März 1977    | Stafford          | England            | New Bingley Hall                   |                      |
| 28                  | 30. März 1977    | Stafford          | England            | New Bingley Hall                   |                      |
| 29                  | 31. März 1977    | Stafford          | England            | New Bingley Hall                   |                      |
| Leg 2 – Nordamerika |                  |                   |                    |                                    |                      |
| 30                  | 22. April 1977   | Miami             | Vereinigte Staaten | Miami Stadium                      |                      |
| 31                  | 24. April 1977   | Tampa             | Vereinigte Staaten | Tampa Stadium                      |                      |
| 32                  | 26. April 1977   | Atlanta           | Vereinigte Staaten | The Omni                           |                      |
| 33                  | 28. April 1977   | Baton Rouge       | Vereinigte Staaten | LSU Assembly Center                |                      |
| 34                  | 30. April 1977   | Houston           | Vereinigte Staaten | Jeppesen Stadium                   |                      |
| 35                  | 1. Mai 1977      | Fort Worth        | Vereinigte Staaten | Tarrant County Convention Center   |                      |
| 36                  | 4. Mai 1977      | Phoenix           | Vereinigte Staaten | Arizona Veterans Memorial Coliseum |                      |
| 37                  | 6. Mai 1977      | Anaheim           | Vereinigte Staaten | Anaheim Stadium                    |                      |
| 38                  | 7. Mai 1977      | Anaheim           | Vereinigte Staaten | Anaheim Stadium                    |                      |
| 39                  | 9. Mai 1977      | Oakland           | Vereinigte Staaten | Coliseum Arena                     |                      |
| 40                  | 10. Mai 1977     | Oakland           | Vereinigte Staaten | Coliseum Arena                     |                      |
| 41                  | 12. Mai 1977     | Portland          | Vereinigte Staaten | Memorial Coliseum                  |                      |
| Leg 3 – Nordamerika |                  |                   |                    |                                    |                      |
| 42                  | 15. Juni 1977    | Milwaukee         | Vereinigte Staaten | County Stadium                     |                      |
| 43                  | 17. Juni 1977    | Louisville        | Vereinigte Staaten | Freedom Hall                       |                      |
| 44                  | 19. Juni 1977    | Chicago           | Vereinigte Staaten | Soldier Field                      |                      |
| 45                  | 21. Juni 1977    | Kansas City       | Vereinigte Staaten | Kemper Arena                       |                      |
| 46                  | 23. Juni 1977    | Cincinnati        | Vereinigte Staaten | Riverfront Coliseum                |                      |
| 47                  | 25. Juni 1977    | Cleveland         | Vereinigte Staaten | Municipal Stadium                  | World Series of Rock |
| 48                  | 27. Juni 1977    | Boston            | Vereinigte Staaten | Boston Garden                      |                      |
| 49                  | 28. Juni 1977    | Philadelphia      | Vereinigte Staaten | Spectrum                           |                      |
| 50                  | 29. Juni 1977    | Philadelphia      | Vereinigte Staaten | Spectrum                           |                      |
| 51                  | 1. Juli 1977     | New York City     | Vereinigte Staaten | Madison Square Garden              |                      |
| 52                  | 2. Juli 1977     | New York City     | Vereinigte Staaten | Madison Square Garden              |                      |
| 53                  | 3. Juli 1977     | New York City     | Vereinigte Staaten | Madison Square Garden              |                      |
| 54                  | 4. Juli 1977     | New York City     | Vereinigte Staaten | Madison Square Garden              |                      |
| 55                  | 6. Juli 1977     | Montréal          | Kanada             | Stade Olympique                    |                      |

## Band
- David Gilmour: Gesang, Gitarre, Pedal-Steel-Gitarre
- Nick Mason: Schlagzeug
- Roger Waters: Bass, Gitarre, Gesang
- Richard Wright: Keyboards, Hintergrundgesang
- Dick Parry: Saxophon, zusätzliche Keyboards
- Snowy White: Gitarre, Bass, Hintergrundgesang